# Ships of the Royal Navy
『Ships of the Royal Navy』は、J.J.カレッジ（1908年-1997年）が著した海軍歴史事典である。イギリス海軍在籍の15世紀以降記録がある全ての艦艇の起工場所、進水日、トン数、要目、その後について記されている。
グリーンヒル・ブックスから全2巻が出版され、1969年の第1巻では主要な艦艇が、1970年の第2巻では海軍が建造したトロール船、ドリフター、タグボート、そして武装商船などの徴用船舶が掲載された。
この書籍はイギリス海軍に関する標準事典であり、カレッジによる規則や綴りが博物館、図書館、公文書館で使用されている。
ベン・ワーローが手がけた2003年出版の第1巻第3版では20世紀後半の艦艇が追加された。2006年出版の第4版では、第3版で削除されたいくつかの小型船舶が再収録されている。第4版の更なる改訂版が2010年に出版され、武装商船やMACシップといった徴用船舶、上陸用舟艇や海軍建造トロール船といった小型船舶が追加された。